# Manuel Carretero
Manuel Carretero Novillo (Málaga, 1878-Madrid, 1908) fue un escritor y periodista español.

## Biografía
Nacido el 26 de septiembre de 1878 en Málaga, fue hermano mayor del también periodista y entrevistador José María Carretero Novillo, conocido por su seudónimo «El Caballero Audaz». Colaboró en publicaciones periódicas como La Ilustración Española y Americana, Hojas Selectas (1902), El Globo (1903), Vida Galante (1903), Pluma y Lápiz (1903), La Ilustración Artística o Gran Mundo y Sport, entre otras.  En alguna ocasión Eduardo Zamacois fue negro de Carretero.
Carretero, quien fue autor también de un par de novelas, falleció prematuramente el 5 de septiembre de 1908 en Madrid, siendo enterrado en el cementerio de la Almudena.